# Estrecho Pendleton
El estrecho Pendleton está ubicado en la Antártida, al norte del círculo polar antártico. Este separa la isla Lavoisier (llamada Serrano por Chile) con la isla Renaud, paralela a la península Antártica, que forman parte de las islas Biscoe.
La Expedición Antártica Francesa de 1908-1910, al mando del Dr. Jean B. Charcot, de acuerdo con su concepción de la morfología de esta zona, aplicó el nombre bahía Pendleton en enero de 1909. La Expedición Antártica Británica de 1934-1937, al mando de John Rymill, reconociéndolo como un estrecho, lo llamó por el capitán Benjamín Pendleton, comodoro de la Flota Ballenera de Stonington, Connecticut, que incluía a la balandra "Hero", al mando de Nathaniel B. Palmer quien, bajo la dirección de Pendleton, exploró esta área en enero de 1821. En algunas cartas chilenas de 1947 figuró como canal Burdick. Estrecho situado entre la isla Renaud y la isla Serrano, limitado por el N por el arrecife Espinoza y por el S por los roqueríos e islotes que despide el cabo Leblond, con un ancho navegable de 7 millas. 